# Иван Маринов – Маслара
Вижте пояснителната страница за други личности с името Иван Маринов.
Иван Маринов Йорданов е бивш български футболист, полузащитник.
Роден е на 24 февруари 1964 г. в Кюстендил. Играл е за Велбъжд, Славия, Спартак (Плевен), Марек и Крагуевац (Югославия). В А група има 128 мача и 23 гола. Балкански клубен шампион през 1986 и 1988 със Славия, бронзов медалист през 1986 г. Има 2 мача за купата на УЕФА за Славия. За националния отбор е изиграл 3 мача. Бивш помощник-треньор на Велбъжд, понастоящем е старши треньор и главен мениджър на Локомотив (Пловдив). През декември 2006 г. бе на специализация във Фиорентина при Чезаре Прандели.

## Статистика по сезони
- Велбъжд – 1980/81 – Б група, 8 мача/1 гол
- Велбъжд – 1981/82 – В група, 17/2
- Велбъжд – 1982/83 – В група, 23/6
- Велбъжд – 1983/84 – В група, 29/14
- Славия – 1984/85 – А група, 20/4
- Славия – 1985/86 – А група, 29/6
- Славия – 1986/87 – А група, 27/5
- Славия – 1987/88 – А група, 28/5
- Славия – 1988/89 – А група, 24/3
- Велбъжд – 1989/90 – Б група, 37/12
- Велбъжд – 1990/91 – Б група, 35/11
- Велбъжд – 1991/92 – Б група, 34/8
- Спартак (Пл) – 1992/93 – Б група, 36/12
- Спартак (Пл) – 1993/94 – Б група, 23/7
- Марек – 1994/95 – Б група, 28/6
- Крагуевац – 1995/96 – Първа Савезна Лига, 26/4